# Egon Krenz

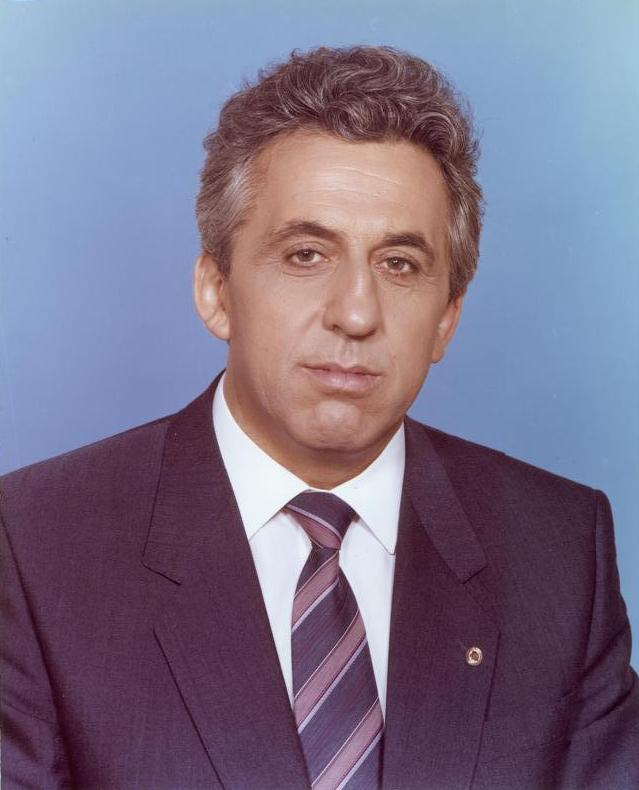
Egon Krenz, 1984

Egon Rudi Ernst Krenz (* 19. März 1937 in Kolberg, Pommern) ist ein ehemaliger deutscher Politiker der SED. 1983 in das Politbüro des ZKs der SED berufen, war er vom 18. Oktober bis zum 3. Dezember 1989 als Nachfolger Erich Honeckers Generalsekretär des ZKs der SED sowie ab 24. Oktober bis zum 6. Dezember Staatsratsvorsitzender und Vorsitzender des Nationalen Verteidigungsrates der DDR. Bei seiner Fernsehrede aus diesem Anlass führte er den in der modernen Geschichtswissenschaft und unter ehemaligen Bürgerrechtlern umstrittenen Begriff Wende in die DDR-Politik ein, der bis heute für die Endphase der DDR gebräuchlich ist.
In den Mauerschützenprozessen im Jahre 1997 wurde Krenz wegen Totschlags zu sechseinhalb Jahren Freiheitsstrafe verurteilt, von denen er nach Haftantritt in der Justizvollzugsanstalt Moabit 1999 bis zu seiner Entlassung 2003 knapp vier Jahre verbüßte. Seit 1989 verfasst Krenz biographische und politische Schriften, die weitgehend seine persönliche Sicht auf die SED-Diktatur widerspiegeln.

## Leben

### Kindheit, Ausbildung und Wehrdienst
Krenz wurde in Kolberg geboren, wo er 1943 eingeschult wurde. Er fungierte während der in seiner Heimatstadt 1943/44 stattfindenden Dreharbeiten zu dem Film Kolberg als Statist. Im Jahre 1944 flüchtete seine Mutter mit ihm und seiner Schwester nach Damgarten. Den leiblichen Vater hat er nie kennengelernt; nach dem Tod der Mutter erreichten ihn Briefe mit dem Hinweis, sein Vater sei ein jüdischer Schneider aus Kolberg gewesen, was sich aber nicht mehr mit Gewissheit nachweisen ließ. Krenz beendete in Damgarten 1953 die Oberschule nach der zehnten Klasse. Im selben Jahr wurde er Mitglied der Freien Deutschen Jugend (FDJ). Krenz brach eine Schlosserlehre im VEB Dieselmotorenwerk Rostock ab, studierte von 1953 bis 1957 am „Diesterweg“-Institut für Lehrerbildung in Putbus auf Rügen und schloss mit dem Unterstufenlehrerdiplom ab. Am Lehrerbildungsinstitut war er Sekretär der FDJ-Grundorganisation und ab 1956 auch Mitglied der FDJ-Kreisleitung Rügen. 1955 wurde er Mitglied der SED. Von 1957 bis 1959 diente Krenz bei der Nationalen Volksarmee (NVA) in Prora als Unteroffizier und übte FDJ-Funktionen auf Divisionsebene aus. Im Jahre 1958 war er Delegierter der SED-Parteiorganisation der NVA zu deren V. Parteitag.

### Politische Karriere

#### Aufstieg in Jugendorganisation und Partei

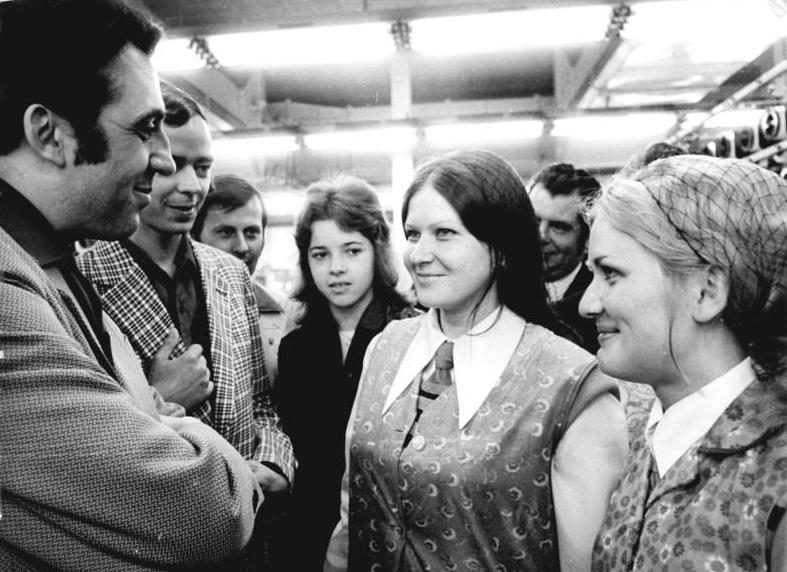
Egon Krenz 1974 im Gespräch mit polnischen Vertragsarbeiterinnen

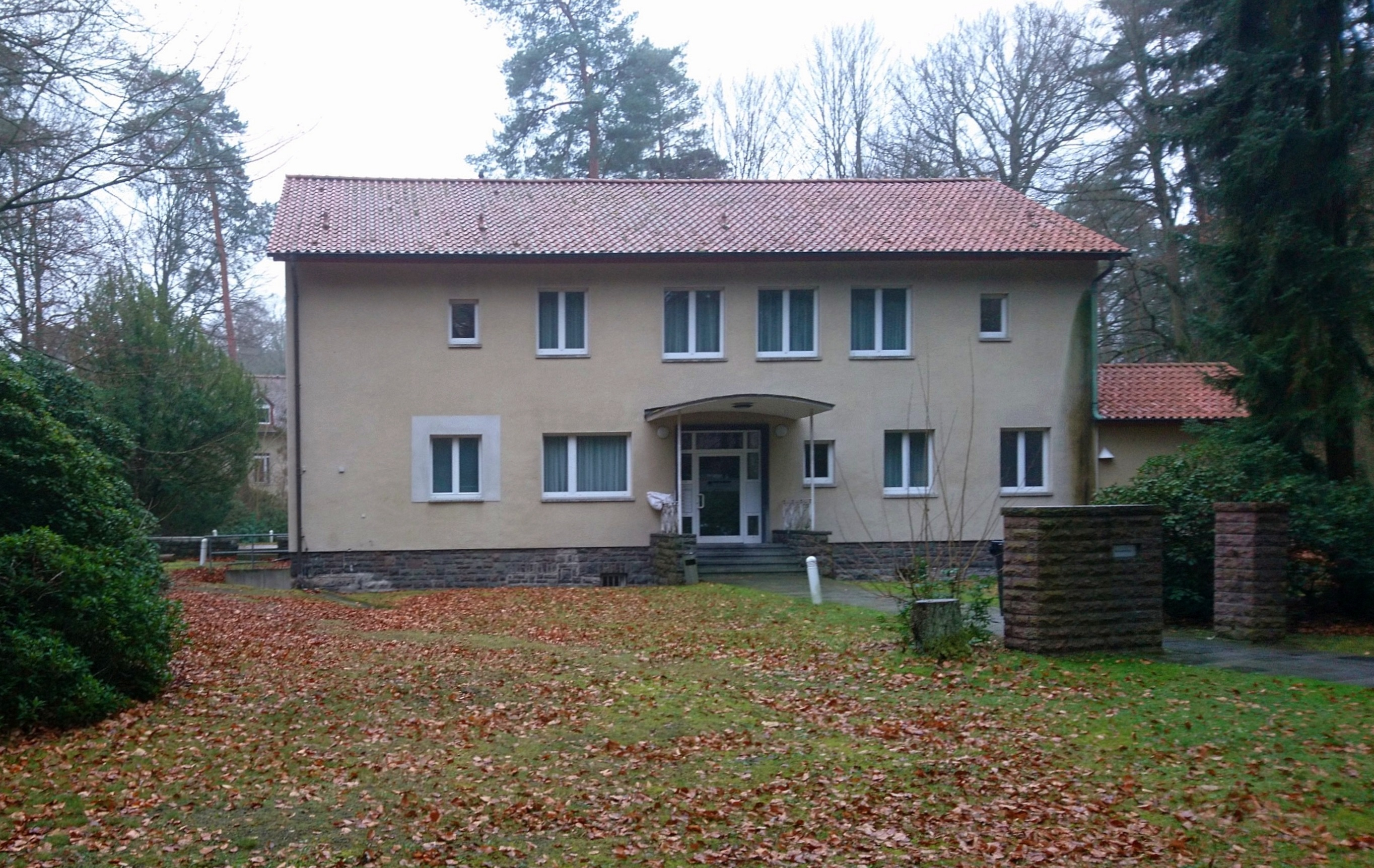
Waldsiedlung Wandlitz, das einst von Krenz sowie Werner Lamberz und Bruno Leuschner bewohnte „Haus 4“ (heute Bussardweg 4)

Krenz wurde 1959 zuerst 2., dann 1. Kreissekretär der FDJ im Kreis Rügen. Ab 1960 war er 1. Sekretär der Bezirksleitung Rostock der FDJ. 1961 wurde er Sekretär des Zentralrates der FDJ und war verantwortlich für die Arbeit des Jugendverbandes an den Universitäten, Hoch- und Fachschulen. Von 1964 bis 1967 studierte Krenz an der Parteihochschule der KPdSU in Moskau und schloss als Diplomgesellschaftswissenschaftler ab. Anschließend, von 1967 bis 1974, war er Sekretär des Zentralrates der FDJ, verantwortlich für Agitation und Propaganda sowie für die Arbeit der FDJ an den Schulen. Gleichzeitig arbeitete er vom 8. Februar 1971 bis 9. Januar 1974 als Vorsitzender der Pionierorganisation „Ernst Thälmann“. Von 1974 bis 1983 hatte er die Funktion des Ersten Sekretärs des Zentralrates der FDJ inne.
Von 1971 bis 1990 war Krenz Abgeordneter der Volkskammer der DDR, von 1971 bis 1981 außerdem Mitglied ihres Präsidiums. 1973 wurde er Mitglied des Zentralkomitees (ZK) der SED. Von 1981 bis 1984 war Krenz Mitglied des Staatsrates der DDR. 1983 wurde er zum Mitglied des Politbüros und Sekretär des ZK der SED für Sicherheitsfragen, Jugend, Sport, Staats- u. Rechtsfragen gewählt. Zuvor war er seit 1976 Kandidat des Politbüros. Mit der Ernennung zum Stellvertreter des Vorsitzenden des Staatsrates wurde Krenz 1984 zum zweiten Mann hinter Erich Honecker.

#### Friedliche Revolution

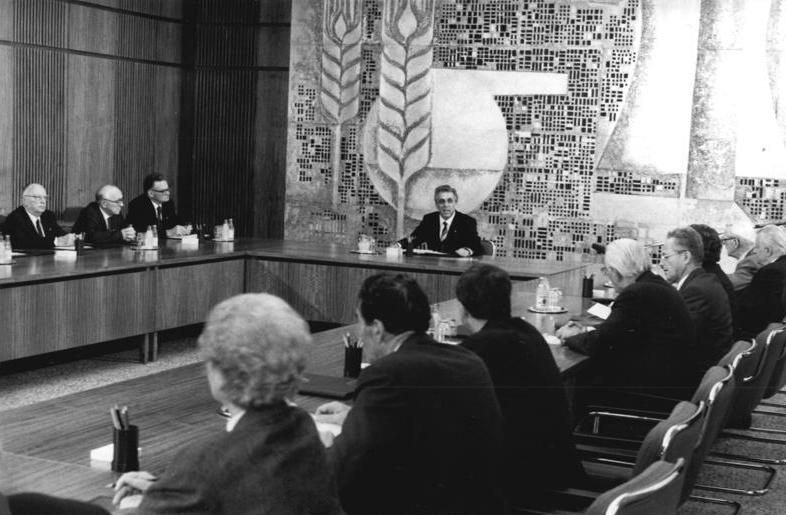
Egon Krenz, Vorsitzender des Staatsrates und des Nationalen Verteidigungsrates der DDR und Mitglieder des Staatsrates bei der ersten Sitzung nach der 10. Volkskammertagung am 24. Oktober 1989

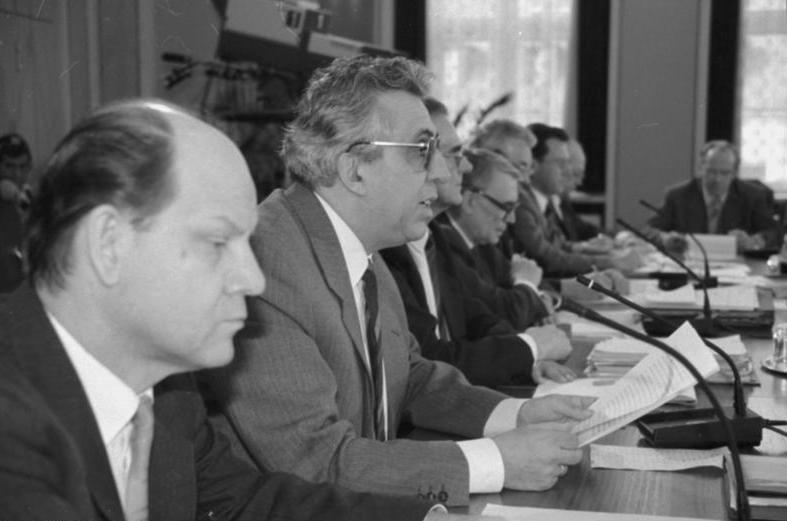
Egon Krenz und Wolfgang Herger (vorn) am Runden Tisch, 22. Januar 1990

Krenz war im Mai 1989 als Leiter der Zentralen Wahlkommission für die Ergebnisfälschungen bei der Kommunalwahl mitverantwortlich. Zur blutigen Niederschlagung des Studentenaufstandes auf dem Platz des himmlischen Friedens in Peking äußerte er, es sei „etwas getan worden, um die Ordnung wiederherzustellen“. Die Furcht vor einer „chinesischen Lösung“ verschärfte sich in der DDR noch, als Krenz während der Anfänge der revolutionären Entwicklungen am 1. Oktober 1989 zum 40. Jahrestag der Gründung der VR China dorthin reiste. Manfred Görtemaker bezeichnete diese Reise als Signal für eine „politische Hilfestellung für ein undemokratisches, totalitäres Regime“. Die blutige Niederschlagung des Studentenaufstandes wurde von Krenz dort offen unterstützt.
Danach setzte er sich jedoch als verantwortlicher ZK-Sekretär für Sicherheitsfragen und Wortführer innerhalb der jüngeren Kräfte in der SED-Parteiführung für eine friedliche Reaktion der Sicherheitskräfte bei den Montagsdemonstrationen ein. Allerdings verbot erst der Befehl 9/89, den Krenz am 13. Oktober gemeinsam mit dem stellvertretenden Verteidigungsminister Fritz Streletz an Honecker vorbei formulierte, den Gebrauch von Schusswaffen bei Demonstrationen. Zuvor waren einige Einheiten der Nationalen Volksarmee für den 6. bis 9. Oktober in „erhöhte Gefechtsbereitschaft“ versetzt worden. Zu den für alles Weitere entscheidenden Leipziger Ereignissen am 9. Oktober unterscheiden sich Krenz’ Darstellung und die Angaben der Leipziger Menschenrechtsgruppen 1989 erheblich. Während Ersterer mit Bezug auf sich selbst schreibt, dass die „Weichen für die Zurückhaltung der Einsatzkräfte […] in Berlin gestellt“ worden seien,:138 waren deren Leiter, der Polizeipräsident und der SED-Bezirksleitungschef von Leipzig während der Demonstration mit ihren Entscheidungen, die erst nachträglich von Krenz gebilligt wurden, weitgehend auf sich selbst gestellt. Was auch immer vorher in Berlin als umorientierende „Weichenstellung“ gelaufen sein mag,:129-137, 204 f. war offenbar nicht bis zur Basis der NVA „durchgestellt“ worden.
Trotz des desolaten Gesundheitszustandes und der Wirklichkeitsvergessenheit Honeckers, die große Gefahren in sich barg, legte ihm das Politbüro erst Mitte Oktober 1989 den Rücktritt nahe. Am 18. Oktober wurde der „Kronprinz“:172 Krenz in der 9. Tagung des ZK nach dem XI. Parteitag zu Honeckers Nachfolger als Generalsekretär des ZK der SED bestimmt. Krenz war seinerzeit das jüngste Mitglied des SED-Politbüros. In der Antrittsrede verwendete Krenz erstmals DDR-offiziell den Wende-Begriff.:164 Dabei war die Stabilisierung der SED-Herrschaft als Ziel klar vorgegeben:

„Mit der heutigen Tagung werden wir eine Wende einleiten, werden wir vor allem die politische und ideologische Offensive wieder erlangen.“

Krenz wurde am 24. Oktober 1989 außerdem durch die Volkskammer der DDR zum Vorsitzenden des Staatsrates und des Nationalen Verteidigungsrates der DDR gewählt. Er verließ mit seiner Frau und seinem Sohn die Wohnsiedlung für die Mitglieder des SED-Politbüros Waldsiedlung Wandlitz bei Berlin und wollte „damit ein Signal setzen“.:235
Für den 1. November folgte er einer Einladung Gorbatschows nach Moskau, wo er auf einer Pressekonferenz einer Vereinigung der beiden deutschen Staaten eine Absage erteilte („Diese Frage steht nicht auf der Tagesordnung. Ich sehe keinen Tag, an dem sie kommen könnte“). Er sagte, es sei „nichts wiederzuvereinigen und nichts zu vereinigen“. Dass die beiden deutschen Staaten mit unterschiedlichen Gesellschaftsordnungen „Teil der Stabilität in Europa“ seien, sei „wichtiger als das Nachdenken über eine Wiedervereinigung“, so Krenz. Er kündigte auf der Pressekonferenz Reiseerleichterungen für die DDR-Bevölkerung an, die Grenzsicherung stellte er nicht in Frage („Die Mauer hat andere Gründe, als das Zusammenkommen der Menschen zu verhindern.“ (…) „Die Grenze zwischen den Staaten ist so und nicht anders.“) Zu seinem Besuch bei Gorbatschow heißt es in dem Buch Endspiel: „Egon Krenz heizte die Stimmung am 1. November nochmals an. Auf einer Pressekonferenz in Moskau […] sagte er, alles was sich in den letzten Tagen und Wochen positiv entwickelt habe, sei das Ergebnis von Politbüro und ZK der SED.“ Jedoch bezeichnete er dies in seinem Buch von 1990:150 f., 223 als einen „Fehler“:

„Ich hatte davon gesprochen, dass meine Partei eine Wende eingeleitet hat. Ich wollte dabei aber sagen, dass wir in der Partei eine Wende eingeleitet hatten. So verstanden viele: Die Wende durch das Volk hatte es gar nicht gegeben. Die hatte allein die Partei ‚ganz oben‘ gemacht. Das hatte ich natürlich nicht gemeint, und dieser Ausrutscher tat mir leid.“

Diese reuige Darstellung ist wenig bekannt. In seinem Jahre später publizierten tagebuchartigen Bericht stehen 15 Seiten zum 1. November, auf denen die Pressekonferenz (bei 100 Minuten Direktübertragung durch das DDR-Fernsehen) mit keinem Wort erwähnt ist.
Am 3. November unterzeichnete Krenz den Befehl 11/89 im Hinblick auf die angekündigte Alexanderplatz-Demonstration am Folgetag.:113 f. Darin hieß es:

„Die Anwendung der Schusswaffe im Zusammenhang mit möglichen Demonstrationen ist grundsätzlich verboten.“

Nach dem Mauerfall am 9. November, der ebenfalls ohne Blutvergießen erreicht werden konnte, wurde sein Agieren zunehmend unsicherer. Bei einer Tagung des „Demokratischen Blocks“ am 11. November zur Vorbereitung des Kabinetts Modrow traf er erstmals mit dem neuen CDU-Vorsitzenden und späteren Ministerpräsidenten Lothar de Maizière zusammen.:325 f. Seine vorformulierte „kleine Presseerklärung“ zur Tagung charakterisierte dieser als „Hofberichterstattung alten Stils“ und schlug gekürzte Titulierungen vor mit „Herr Generalsekretär Krenz“ ohne Staats- und Verteidigungsrat usw. Dazu Krenz mit Papier und Stift: „Können Sie mir das noch einmal sagen?“:88-90
Am 29. November versuchte er, auf den Zug des Aufrufs Für unser Land aufzuspringen.:397:238-240 Dieser enthielt das Plädoyer für eine vorerst:134 eigenständige, sozialistische DDR.
Am 3. Dezember 1989 trat das Politbüro der SED (einschließlich Egon Krenz) nach massiven Protesten auch aus der Basis der Partei geschlossen zurück. Krenz gab nach siebenwöchiger Amtszeit am 6. Dezember den Vorsitz des Staatsrates an den LDPD-Politiker Manfred Gerlach ab. Im Januar 1990 legte er sein Volkskammermandat nieder und wurde aus der inzwischen umbenannten SED-PDS unter Gregor Gysi ausgeschlossen. Mit dieser Aussage endet sein Buch aus dem gleichen Jahr.:246

### Verurteilung und Haft
Nach 1991 wurde Egon Krenz als Zeuge in verschiedenen Strafverfahren gegen frühere Repräsentanten der DDR vernommen. 1992 bestritt er, in seiner Funktion als oberster Wahlleiter der DDR die systematischen Wahlfälschungen bemerkt zu haben. Dem widerspricht allerdings eine frühere Aussage Krenz’ auf der 12. ZK-Tagung der SED im Dezember 1989. Dort sagte er über die Kommunalwahlen im Mai:

„Selbstverständlich ist mir klar und bewußt, auch aus heutiger Sicht, daß das erzielte Wahlergebnis mit der tatsächlichen politischen Situation im Lande weder damals noch heute übereingestimmt hat. Es gab aber keine andere Möglichkeit, ein anderes Wahlergebnis bekanntzugeben, weil es so entsprechend den Protokollen, die auch in den Kreisen existieren, zusammengestellt worden ist. Würden wir jetzt, wie das einige vorschlagen, diese Frage neu aufrollen, Genossen, ich habe die Furcht, dann räumen wir nicht nur Positionen, die wir noch besitzen, dann können wir ganz nach Hause gehen. Ich bitte, das nicht zu Protokoll zu nehmen.“

1993 stritt er die Verantwortung der früheren Mitglieder des DDR-Verteidigungsrates für die Verhältnisse an der innerdeutschen Grenze ab. Ab 1993 ermittelte die Staatsanwaltschaft gegen Krenz wegen des Waffengebrauchs der DDR-Grenztruppen gegen Flüchtlinge (Todesschüsse an der innerdeutschen Grenze) und Anstiftung zur Wahlfälschung.
Die Berliner Staatsanwaltschaft erhob im Juni 1993 Anklage wegen „Totschlags und Mitverantwortung für das Grenzregime der DDR“. Egon Krenz bezeichnete die Anklage wegen der Todesfälle als „verfassungs- und völkerrechtswidrig“. Es kam zum sogenannten Politbüroprozess. Auch im Februar 1996 sprach er der bundesdeutschen Justiz das Recht ab, über frühere Bürger der DDR zu Gericht zu sitzen. Im Juni 1997 bedauerte zwar Krenz vor Gericht die Opfer an der innerdeutschen Grenze, wies jedoch seine Verantwortung zurück. Am 25. August 1997 verurteilte eine große Strafkammer als Schwurgericht des Landgerichts Berlin Egon Krenz wegen Totschlags sowie Totschlags in drei tateinheitlichen Fällen zu einer Gesamtfreiheitsstrafe von sechs Jahren und sechs Monaten. Aufgrund einer Haftbeschwerde kam er im September nach 18 Tagen aus der Haft frei. Aus diesen Tagen stammt ein kontroverser und zeitgeschichtlich bedeutsamer Briefwechsel mit Friedrich Schorlemmer, der gesagt hatte, Krenz solle froh sein, „in Moabit und nicht in Bautzen zu sitzen“.:453-465 – Im November wurde das Verfahren wegen Wahlfälschung gegen ihn eingestellt.
Mit Urteil vom 8. November 1999 verwarf der Bundesgerichtshof die Revisionen von Krenz sowie die auf den Strafausspruch beschränkte der Staatsanwaltschaft gegen das Urteil vom 25. August 1997, das damit rechtskräftig wurde. Egon Krenz bezeichnete das Urteil als „Kalten Krieg im Gerichtssaal“. Seine Verfassungsbeschwerde wurde vom Bundesverfassungsgericht mit Beschluss vom 12. Januar 2000 nicht zur Entscheidung angenommen, da sie jedenfalls unbegründet sei. Seine Haftstrafe musste er am 13. Januar in der Justizvollzugsanstalt Hakenfelde antreten. Am 24. Januar wurde Egon Krenz in die Justizvollzugsanstalt Plötzensee verlegt. Am 22. März 2001 verwarf der Europäische Gerichtshof für Menschenrechte einstimmig die von Krenz eingelegte Menschenrechtsbeschwerde.
Am 18. Dezember 2003 wurde Krenz – nach Verbüßung von nicht ganz vier Jahren – aufgrund eines Beschlusses des Kammergerichts vorzeitig aus der Haft entlassen, der Rest der Strafe wurde zur Bewährung ausgesetzt. Er war schon länger Freigänger im offenen Vollzug und musste nur noch nachts in die Haftanstalt. Tagsüber war Krenz am Flughafen Berlin-Tegel bei der Fluggesellschaft Germania beschäftigt, für die er russische Texte ins Deutsche übersetzen sollte. Er wohnt seitdem im mecklenburgischen Ostseebad Dierhagen.

### Leugnung des Schießbefehls
2007 wurde der Schießbefehl an Angehörige einer Spezialeinheit des Ministeriums für Staatssicherheit innerhalb der Grenztruppen, die „die Bewachung der Bewacher“ zu übernehmen hatten, erneut in den Medien publiziert. Er lautete: „Zögern Sie nicht mit der Anwendung der Schusswaffe, auch dann nicht, wenn die Grenzdurchbrüche mit Frauen und Kindern erfolgen, was sich die Verräter schon oft zunutze gemacht haben.“ Krenz leugnete daraufhin erneut die Existenz der „Schießbefehle“: „Es hat einen Tötungsbefehl, oder wie Sie es nennen ‚Schießbefehl‘, nicht gegeben. Das weiß ich nicht aus Akten, das weiß ich aus eigenem Erleben. So ein Befehl hätte den Gesetzen der DDR auch widersprochen.“

### Weitere Aktivitäten
Krenz betätigte sich zu Beginn der 1990er Jahre zeitweise in Bonn bei einem Unternehmen als Berater in Wirtschaftsfragen, später war er in Berlin für einen Finanzmakler tätig.
Er war Ehrengast zum 125. Geburtstag Ernst Thälmanns am 16. April 2011 in Hamburg und hielt eine Rede vor den knapp 100 überwiegend kommunistischen Gästen. Darin unterstrich er die Leistungen Thälmanns und beklagte gleichzeitig, dass dessen Verdienste heute nicht mehr gewürdigt werden. Den Untergang der DDR betreffend, kritisierte er nicht die deutsche Einheit „an sich“, sondern die Art und Weise ihres Zustandekommens, und sagte, „… auch ich schaue mit Zorn auf die Verbrechen, die unter falscher Flagge im Namen des Kommunismus verübt wurden“.
Im Gespräch mit Christoph Dieckmann verteidigte Krenz die DDR im Frühjahr 2020 gegen den Vorhalt, sie habe Millionen Menschen die freie Welterkundung vorenthalten und bewirkt, dass sie „zwangsläufig unterhalb ihrer Talente und Träume“ lebten: Die DDR habe 40 Jahre lang eine Rolle gespielt, die sie sich nicht aussuchen konnte. Sie sei von ihrer Besatzungsmacht dankenswerterweise befreit worden, doch für das, was Deutsche in der Sowjetunion angerichtet hatten, auch mit politischen Forderungen überzogen worden. Während die Bundesrepublik vom Marshallplan profitierte, habe man in der DDR die Reparationen leisten müssen. Beide deutsche Staaten seien außenpolitisch nicht souverän gewesen.
Krenz gehört zu den Autoren der Mitteilungen der Kommunistischen Plattform, die mit der DKP und der 1990 gegründeten KPD zusammenarbeitet.
Im Jahr 2022 legte Krenz mit Aufbruch und Aufstieg. Erinnerungen den ersten Band seiner Memoiren vor. Der Historiker Ilko-Sascha Kowalczuk unterzog sie am Erscheinungstag einer ausführlichen Betrachtung unter dem Titel Geschichtsklitterungen. Anfang 2024 folgte der zweite Band Gestaltung und Veränderung, den Kowalczuk unter dem Titel Anhaltende Vernebelung. Geschichtsklitterungen, Teil 2 abermals kritisch und ausführlich besprach. Ein dritter Band namens Verlust und Erwartung, der die Jahre nach 1990 behandelt und seine Memoiren abschließt, wurde im Jahr 2025 veröffentlicht.
Während des russischen Überfalls auf die Ukraine sprach sich Krenz gegen Waffenlieferungen Deutschlands und andere westlicher Länder an die Ukraine aus, die beste Rolle, die Deutschland laut ihm spielen könnte, wäre die Mithilfe bei einer diplomatischen Lösung des Konflikts. Außerdem fordert er ein Ende aller Sanktionen gegen Russland.
Am 9. Mai 2023 nahm Krenz anlässlich des Tags des Sieges der Sowjetunion über NS-Deutschland am Empfang in der russischen Botschaft in Berlin teil. An dem in Teilen der Öffentlichkeit kritisierten Besuch nahmen auch Altbundeskanzler Gerhard Schröder (SPD), die AfD-Politiker Alexander Gauland und Tino Chrupalla, der damalige Linken-Politiker Klaus Ernst sowie mit Holger Friedrich und Michael Maier der Verleger und der Herausgeber der Berliner Zeitung teil.
Krenz bezog wiederholt öffentlich Stellung gegen die AfD.

### Privates
Krenz war mit Erika Krenz, geborene Brusch (* 11. November 1939, † 4. März 2017), einer Lehrerin, verheiratet. Das Ehepaar bekam zwei Söhne. Krenz betätigte sich sportlich im Dauerlauf und im Wasserski.

## Rezeption

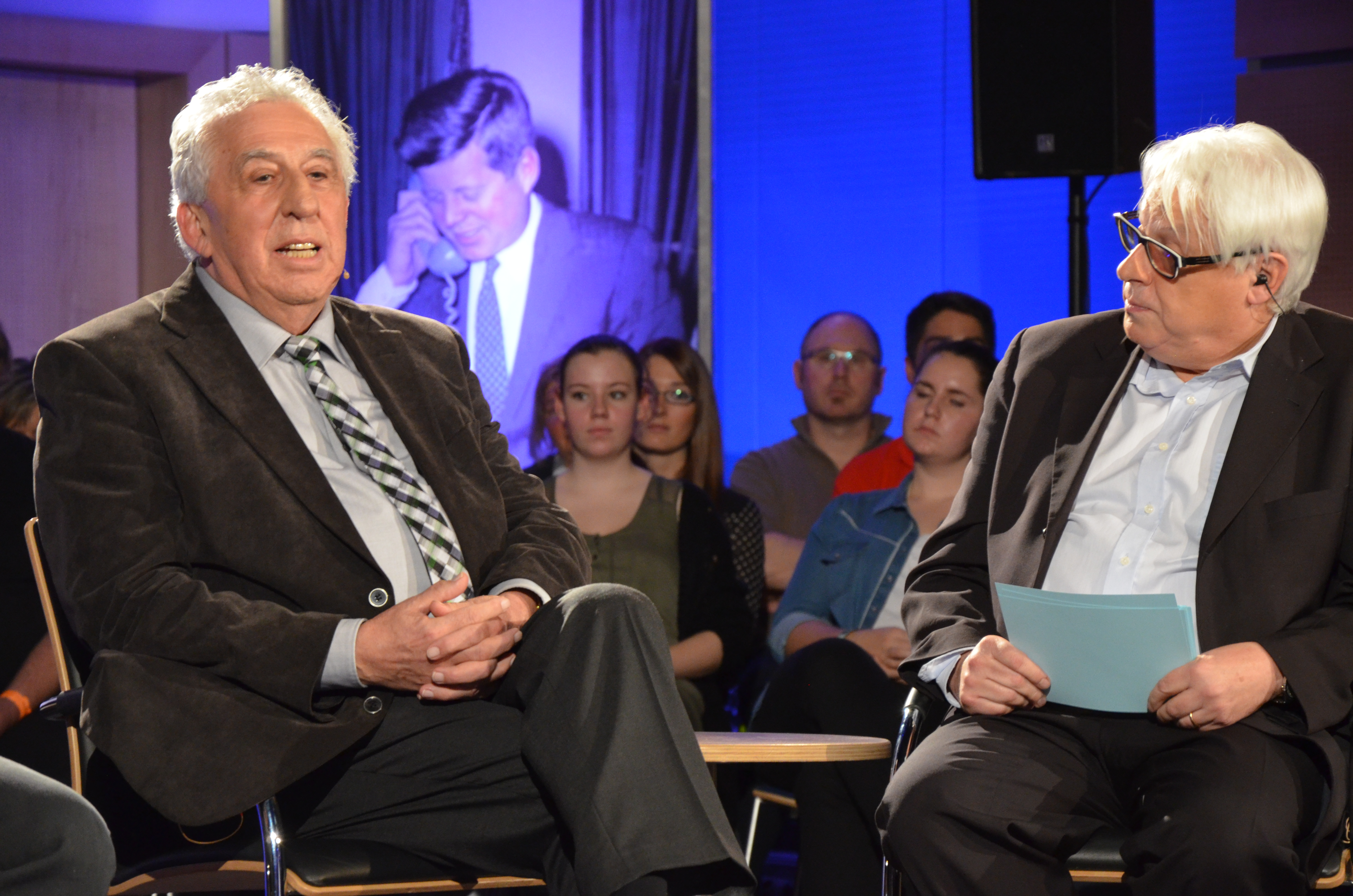
Egon Krenz in einer Sendung des BR anlässlich des 50. Todestages von John F. Kennedy, 2013

Saskia Handro bezeichnete 2009 als Krenz’ nachhaltigste ideologische Wortschöpfung die Rede von der Wende in der DDR, deren Verhältnis zum Begriff „Friedliche Revolution“ weiterhin ungeklärt und von einem Konsens weit entfernt sei.:9-12 So schrieb der Bürgerrechtler Rainer Eppelmann im Rahmen der Analyse „Sind wir die Fans von Egon Krenz?“, der Gebrauch des Begriffs „Wende“ deute darauf hin, „dass die ostdeutsche Revolution fundamental missverstanden wird“. Auch Lothar de Maizière wandte sich gegen den Begriff, weil „damit ein Begriff von Krenz aufgegriffen wird, statt sie [die Zeit des politischen Wandels 1989/90] als das zu bezeichnen, was sie wirklich war, nämlich die Zeit einer friedlichen Revolution“.:52 Zum 20. Jahrestag des Mauerfalls gab die Bundesregierung eine Erklärung ab, das Schlagwort der „Wende“ sei kurz und griffig, aber „nicht überall willkommen“; viele betrachteten es „als sprachlichen Vereinnahmungsversuch“. Auch wenn der Begriff der „Wende“ in Politik und Sozialwissenschaft kaum gebräuchlich ist, wird er in der Alltagssprache häufig verwendet, laut Saskia Handro, weil viele Menschen unabhängig von ihrer Meinung zu Krenz „außerordentlich resistent gegen Umakzentuierungen sind“.:11
Zu Krenz’ 70. Geburtstag 2007 trugen Kinder aus der Kita Dierhagen diesem Lieder vor, was für mediale Empörung sorgte, da Krenz trotz seiner Mitverantwortung für den Schießbefehl an der innerdeutschen Grenze und seiner Befürwortung des Tian’anmen-Massakers mangelnde Einsicht zeige. Der parteilose Bürgermeister Dierhagens sprach von „Heckenschützerei“, die Kita-Leiterin bezeichnete die Aufregung als „albern“; sie meinte: „Herr Krenz hat seine Strafe abgesessen und ist ein freundlicher Mensch.“ Zum 20. Jahrestag der Maueröffnung schrieb Frank Schirrmacher 2009 nach einem Gespräch mit Krenz, es sei „ein Gebot historischer und persönlicher Rechtschaffenheit, seine Rolle bei dem gewaltlosen Ende anzuerkennen. … Es gibt gewissermaßen keine ästhetisch-politische Kategorie für ihn.“ Vor Krenz’ 75. Geburtstag am 19. März 2012 titelte die sächsische Freie Presse mit diesem Ereignis und schrieb, Krenz sehe sich „noch immer als Opfer“.
Einige Mitglieder der Partei Die Linke, die Der Spiegel als „Krenz-Truppen“ bezeichnete, stellten 2009 den Antrag, Krenz (wieder) in die Partei aufzunehmen. Die Parteiführung konstatierte die unveränderte Gültigkeit seines Ausschlusses aus der SED/PDS vom 21. Januar 1990. Auch gab es eine Absprache des Bundesgeschäftsführers der Nachfolgepartei mit Krenz, dass dieser keinen Aufnahmeantrag stellen werde.

## Veröffentlichungen
- Die Aufgaben der FDJ-Grundorganisationen an den Oberschulen. Berlin 1972.
- Zur Jugendpolitik der SED. Auf dem Weg zum XI. Parteitag der SED. Berlin 1985.
- Rede auf der 9. Tagung des ZK der SED, 18. Oktober 1989. In: Beginn der Wende und Erneuerung. Dietz Verlag, Berlin 1989, ISBN 3-320-01539-7.
- Das Wohl des Volkes ist unser elementarer Leitsatz. Erklärung des Vorsitzenden des Staatsrates der DDR vom 24. Oktober 1989 vor der Volkskammer der DDR. Staatsverlag der Deutschen Demokratischen Republik, Berlin 1989, ISBN 3-329-00688-9.
- Wenn Mauern fallen. Die friedliche Revolution. Vorgeschichte – Ablauf – Auswirkungen. Unter Mitarbeit von Hartmut König und Gunter Rettner. Paul Neff Verlag, Wien 1990, ISBN 3-7014-0301-5.
- Herbst ’89. Mit einem aktuellen Text. edition ost, Berlin 2009, ISBN 978-3-360-01806-9. (1. Auflage 1999)
- Widerworte. Aus Briefen und Zeugnissen 1990 bis 2005. edition ost, Berlin 2006, ISBN 3-360-01071-X.
- Gefängnis-Notizen. edition ost, Berlin 2009, ISBN 978-3-360-01801-4.
- Deutsche Jubiläen und Lehren der Geschichte. In: STOPP NATO! 60 Jahre Nato. 60 Jahre Bedrohung des Friedens. Verlag Wiljo Heinen, Berlin 2009, ISBN 978-3-939828-38-9.
- Er hätte uns gescholten. In: „Aber ich glaube an den Triumph der Wahrheit“: Ernst Thälmann zum 125. Geburtstag. Eberhard Czichon (Hrsg.), mit Beiträgen von Margot Honecker und anderen. Heinen Verlag, Berlin 2011, ISBN 978-3-939828-66-2.
- Als Herausgeber: Walter Ulbricht. Zeitzeugen erinnern sich. Verlag Das Neue Berlin, Berlin 2013, ISBN 978-3-360-02160-1.
- Zeuge des Jahrhunderts. In: Horst Sindermann. Vor Tageslicht. Autobiografie. edition ost, Berlin 2015, ISBN 978-3-360-01871-7, S. 7–30.
- „Ich will hier nicht das letzte Wort“ – Heinz Rudolf Kunze und Egon Krenz im Gespräch. Interview-Buch. 158 Seiten, Berlin 2016, ISBN 978-3-355-01845-6.
- China. Wie ich es sehe. edition ost, Berlin 2018, ISBN 978-3-360-01885-4.
- Wir und die Russen. Die Beziehungen zwischen Berlin und Moskau im Herbst ’89. edition ost, Berlin 2019, ISBN 978-3-360-01888-5.
- Komm mir nicht mit Rechtsstaat: Friedrich Wolff und Egon Krenz im Gespräch. edition ost, Berlin 2021, ISBN 978-3-360-01895-3.
- Aufbruch und Aufstieg. Erinnerungen. edition ost, Berlin 2022, ISBN 978-3-360-02805-1.
- Gestaltung und Veränderung. Erinnerungen. edition ost, Berlin 2023, ISBN 978-3-360-02811-2.
- Verlust und Erwartung. Erinnerungen. edition ost, Berlin 2025, ISBN 978-3-360-02817-4.

## Filme
- Mario Sporn und Thomas Grimm. Die 50 Tage des Egon Krenz, ZDF-History, 45 min, 2016.
- Egon Krenz im Interview. mit Jakob Augstein. Interview über das politische Leben im Dienste der DDR, Zeugen des Jahrhunderts am 1. Mai 2016 im ZDF, 218 Minuten